# ジョン・ウィリアム・ヘスロップ＝ハリソン
ジョン・ウィリアム・ヘスロップ＝ハリソン（John William Heslop-Harrison、1881年1月22日 - 1967年1月23日）は、イギリスの植物学者、昆虫学者である。蛾の黒化などの遺伝学の研究などを行った、ヘブリディーズ諸島で希少な植物の自生の虚偽の発見を報告したとされる。

## 略歴
イングランド北東部タイン・アンド・ウィアの鉄工所の職工の息子に生まれた。1900年にダラム科学大学の教員養成学部を卒業し、ゲーツヘッドで教員となり、1905年からミドルスブラで働いた。教師をしながら、学術雑誌に主に遺伝学の研究結果を発表し、1916年にダラム大学からM.Sc.の学位を受け、1917年に D.Sc.の学位を受けた。1917年からダラム大学のアームストロング・カレッジの動物学の講師となり、1926年に遺伝学の準教授（Reader）、1927年に植物学の教授となった。1921年にエディンバラ王立協会のフェローに選ばれ、1928年に王立協会フェローに選ばれた。
ヘスロップ＝ハリソンは長年にわたって、植物学者として尊敬されていたが、ヘブリディーズ諸島（特にラム島）でこれまでないとされた希少な植物の自生を発見したと発表したことに疑惑が持たれ、評判を落とした。この発見が真実であれば、最終氷期にヘブリディーズ諸島は氷床に覆われていなかったことになる。疑問を持ったケンブリッジ大学の古代哲学の教授でアマチュア植物学者のジョン・ラーベン（John Raven）が1948年から調査をはじめ、報告書を作った。植物の発見はヘスロップ＝ハリソンの捏造であり、自らの庭で育てた植物をラム島に植えたものであると結論した。この報告はラーベンの要求で秘密とされたが、多くのイギリスの植物学者の知るところとなり、ヘスロップ＝ハリソンが報告した Carex bicolor と Polycarpon tetraphyllum はイギリスの自生種のリストからはずされた。2008年にジャーナリスト、カール・サバが『ラム事件』（A Rum Affair）を出版し、さらに多くの捏造の証拠を報じた。
息子に昆虫学者のジョージ・ヘスロップ＝ハリソン（George Heslop-Harrison）と植物学者のジョン（ジャック）・ヘスロップ＝ハリソン（John "Jack" Heslop-Harrison）がいる。